# 双面真理说
双面真理说（Dialetheism）（也称为双面真理论）是指存在双面真理（dialetheia），即命题P和~P同为真的命题。 也就是说，在同一时间和同一意义上同时是“真”和“假”的悖论被称为双面真理。 这一学说反对基于亚里士多德的无矛盾律（有时又称为矛盾律），即P∧~P必然为假的传统逻辑观。
根据Graham Priest的说法，双面真理说在历史上并不乏主张者。像赫拉克利特关于一个人不能两次走进同一条河流的说法，黑格尔的辩证法，当代的说谎者悖论都承认存在着真的矛盾命题。
例如，约翰正走在门中间的时候，对于“约翰已经进来了”这个命题，可以既是肯定的或也是否定的； 因为，这时“约翰已经进来了”既是模棱两可的也是程度的问题, 是一个双面真理。但是， 同时“肯定”和“否定”同一命题也是自相矛盾的悖论。
最后需要澄清一些相关概念间的区别。首先，不可把双面真理说与次协调逻辑相混淆。次协调逻辑否定爆炸原理，而双面真理说却不必然主张这点。当然，主张次协调逻辑者都会在某种程度上接受双面真理说。
最后，双面真理说也不等同于瑣碎論。后者认为所有矛盾都是真的，但前者仅认为有些矛盾为真。

## 网上参考资源
- 斯坦福哲学百科全书（页面存档备份，存于）的双面真理说（页面存档备份，存于）条目。